# Persone di nome Jared
| Questa pagina contiene informazioni ricavate automaticamente dalle voci biografiche con l'ausilio del template Bio e di un bot. L'aggiornamento è periodico e automatico e ricostruisce completamente la pagina. Se manca una persona in questa lista, sei pregato di non aggiungerla, ma accertati piuttosto che la sua voce biografica contenga il template Bio e che i dati anagrafici siano correttamente compilati. Se il template Bio manca, inseriscilo tu stesso o, in alternativa, metti l'avviso {{tmp\|Bio}} che ne segnala la mancanza. Se i dati riportati sono sbagliati, correggi direttamente la voce biografica; le modifiche saranno visibili in questa lista entro pochi giorni. Per chiarimenti vedi il progetto antroponimi. La lista contiene solo le 75 persone che sono citate nell'enciclopedia e per le quali è stato implementato correttamente il template Bio. Pagina aggiornata al 16 ott 2024. |

Questa è una lista di persone presenti nell'enciclopedia che hanno il prenome Jared, suddivise per attività principale.

## Allenatori di pallacanestro(1)
- Jared Dudley, allenatore di pallacanestro e ex cestista statunitense (San Diego, n. 1985)

## Artisti marziali misti(1)
- Jared Cannonier, artista marziale misto statunitense (Dallas, n. 1984)

## Attori(11)
- Drake Bell, attore, cantautore e musicista statunitense (Santa Ana, n. 1986)
- Jared Gertner, attore statunitense (n. 1980)
- Jared Gilman, attore statunitense (New Jersey, n. 1998)
- Jared S. Gilmore, attore statunitense (San Diego, n. 2000)
- Jared Harris, attore britannico (Londra, n. 1961)
- Jared Kusnitz, attore statunitense (Fort Lauderdale, n. 1988)
- Jared Leto, attore, cantautore e musicista statunitense (Bossier City, n. 1971)
- Jared Martin, attore statunitense (New York, n. 1941 - Filadelfia, † 2017)
- Jared Padalecki, attore statunitense (San Antonio, n. 1982)
- Jared Rushton, attore e musicista statunitense (Provo, n. 1974)
- Jared Scott, attore statunitense

## Bassisti(1)
- Jared Anderson, bassista statunitense (Covington, n. 1974 - † 2006)

## Biologi(1)
- Jared Diamond, biologo, fisiologo e ornitologo statunitense (Boston, n. 1937)

## Calciatori(6)
- Jared Borgetti, ex calciatore messicano (Culiacán, n. 1973)
- Jared Hodgkiss, calciatore inglese (n. 1986)
- Jared Jeffrey, ex calciatore statunitense (Dallas, n. 1990)
- Jared Khasa, calciatore francese (Vernon, n. 1997)
- Jared Stroud, calciatore statunitense (Chester, n. 1996)
- Jared Watts, ex calciatore statunitense (Statesville, n. 1992)

## Cestisti(16)
- Jared Berggren, ex cestista statunitense (Coon Rapids, n. 1990)
- Jared Brownridge, cestista statunitense (Garland, n. 1999)
- Jared Butler, cestista statunitense (Reserve, n. 2000)
- Jared Cunningham, cestista statunitense (Oakland, n. 1991)
- Jared Dillinger, cestista statunitense (Littleton, n. 1984)
- Jared Harper, cestista statunitense (Mableton, n. 1997)
- Jared Homan, ex cestista statunitense (Remsen, n. 1983)
- Jared Jeffries, ex cestista statunitense (Bloomington, n. 1981)
- Jared Jordan, ex cestista statunitense (Hartford, n. 1984)
- Jared Newson, ex cestista statunitense (Belleville, n. 1984)
- Jared Prickett, ex cestista statunitense (Fairmont, n. 1973)
- Jared Reiner, ex cestista statunitense (Tripp, n. 1982)
- Jared Savage, cestista statunitense (Bowling Green, n. 1997)
- Jared Sullinger, cestista statunitense (Columbus, n. 1992)
- Jared Terrell, cestista statunitense (Weymouth, n. 1995)
- Jared Wilson-Frame, cestista statunitense (Hartford, n. 1996)

## Chitarristi(1)
- Jared James Nichols, chitarrista e cantante statunitense (Waukesha, n. 1989)

## Combinatisti nordici(1)
- Jared Shumate, combinatista nordico statunitense (n. 1999)

## Comici(1)
- Jay Pharoah, comico e imitatore statunitense (Chesapeake, n. 1987)

## Compositori(1)
- Jared Emerson-Johnson, compositore statunitense (San Francisco, n. 1981)

## Giocatori di baseball(1)
- Jared Walsh, giocatore di baseball statunitense (Brookfield, n. 1993)

## Giocatori di football americano(12)
- Jared Abbrederis, giocatore di football americano statunitense (Wautoma, n. 1990)
- Jared Allen, ex giocatore di football americano statunitense (Los Gatos, n. 1982)
- Jared Cook, giocatore di football americano statunitense (Birmingham, n. 1987)
- Jared Crick, giocatore di football americano statunitense (Albuquerque, n. 1989)
- Jared Gerbino, ex giocatore di football americano statunitense
- Michal Stoklásek, giocatore di football americano ceco
- Jared Goff, giocatore di football americano statunitense (Novato, n. 1994)
- Jared Odrick, giocatore di football americano statunitense (Lebanon, n. 1987)
- Jared Veldheer, giocatore di football americano statunitense (Grand Rapids, n. 1987)
- Jared Verse, giocatore di football americano statunitense (Dayton, n. 2000)
- Jared Wiley, giocatore di football americano statunitense (Temple, n. 2000)
- Jared Wolfe, giocatore di football americano statunitense (Seaford, n. 1998)

## Hockeisti su ghiaccio(1)
- Seth Jones, hockeista su ghiaccio statunitense (Arlington, n. 1994)

## Imprenditori(2)
- Jared Isaacman, imprenditore e astronauta statunitense (New Jersey, n. 1983)
- Jared Kushner, imprenditore e funzionario statunitense (Livingston, n. 1981)

## Marciatori(1)
- Jared Tallent, ex marciatore australiano (Ballarat, n. 1984)

## Pallavolisti(1)
- Jared Moore, pallavolista statunitense (Santa Ana, n. 1989)

## Pittori(1)
- Jared French, pittore e fotografo statunitense (Ossining, n. 1905 - Roma, † 1988)

## Politici(5)
- Jared Golden, politico e militare statunitense (Lewiston, n. 1982)
- Jared Huffman, politico e avvocato statunitense (Independence, n. 1964)
- Jared Irwin, politico e militare statunitense (Contea di Anson, n. 1750 - Sandersville, † 1818)
- Jared Moskowitz, politico statunitense (Coral Springs, n. 1980)
- Jared Polis, politico, imprenditore e filantropo statunitense (Boulder, n. 1975)

## Rapper(1)
- Akrobatik, rapper statunitense (Dorchester, n. 1975)

## Registi(1)
- Jared Hess, regista e sceneggiatore statunitense (Preston, n. 1979)

## Rugbisti a 15(1)
- Jared Payne, ex rugbista a 15 e allenatore di rugby a 15 neozelandese (Tauranga, n. 1985)

## Sceneggiatori(1)
- Jared Bush, sceneggiatore e produttore cinematografico statunitense (Gaithersburg, n. 1974)

## Sciatori alpini(1)
- Jared Goldberg, sciatore alpino statunitense (Boston, n. 1991)

## Sciatori freestyle(1)
- Jared Schmidt, sciatore freestyle canadese (Ottawa, n. 1997)

## Tennisti(2)
- Jared Donaldson, ex tennista statunitense (Glocester, n. 1996)
- Jared Palmer, ex tennista statunitense (New York, n. 1971)

## Velocisti(1)
- Jared Connaughton, ex velocista canadese (Charlottetown, n. 1985)

## Senza attività specificata(1)
- Jared Angle, ex ballerino statunitense (Altoona, n. 1981)